# DNA DataBank del Japó
El DNA Data Bank of Japan (DDBJ) és una base de dades biològica que recull seqüències d'ADN. És membre de la International Nucleotide Sequence Database Collaboration (INSDC) en col·laboració amb el Centre Nacional d'Informació Biotecnològica dels Estats Units (NCBI) i l'European Bioinformatics Institute. Està localitzada a l'Institut Nacional de Genètica (NIG) de la prefectura de Shizuoka, al Japó.
Intercanvia les seves dades diàriament amb les altres bases de dades membres de la INSDC per a garantir el correcte funcionament i actualització dels nucleòtids del sistema. D'aquesta manera totes aquestes bases de dades tindran la mateixa informació.
Per automatitzar el procés d'enviament, han implementat el validador DDBJ BioSample que comprova els registres enviats, corregeix automàticament el seu format i emet missatges d'error i avisos si cal.